# O czym szumią wierzby
O czym szumią wierzby (ang. The Wind in the Willows) – klasyczna powieść dla dzieci autorstwa Kennetha Grahame’a, opublikowana w 1908 roku. 

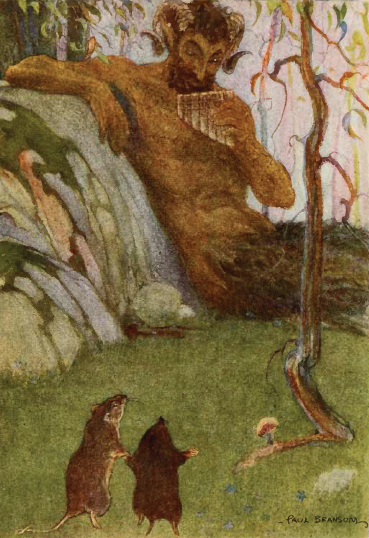
Ilustracja do książki autorstwa Paula Bransoma (1913)

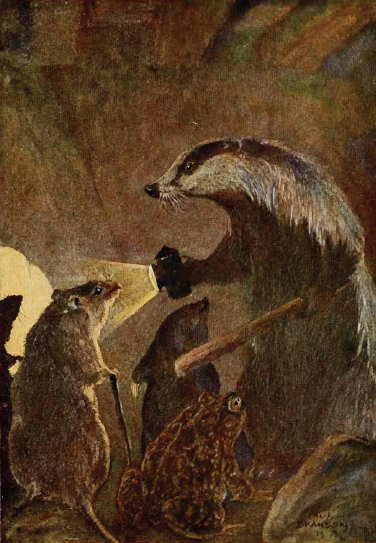
Ilustracja do książki autorstwa Paula Bransoma (1913)

Oryginalne wydanie zostało zilustrowane przez E.H. Sheparda. Autorką pierwszego polskiego przekładu była Maria Godlewska. Ukazał się on w 1938 roku nakładem Towarzystwa Wydawniczego „Rój”.

## Fabuła
Książka w prosty i dowcipny sposób opisuje przygody antropomorficznych zwierząt: Kreta, Szczura, Ropucha, Borsuka i Wydry. Ich wady i zalety, zamiłowania i pasje są echem ludzkich spraw i postaw życiowych. Pomimo różnic, zwierzęta te w powieści żyją w przyjaźni ze sobą. Negatywnymi bohaterami książki są tchórze, kuny i łasice, które opanowują Ropuszy Dwór. W bezpośrednim sąsiedztwie siedzib bohaterów powieści żyją tylko zwierzęta. Ale poza nim jest normalne społeczeństwo ludzkie. Jednak zwierzęta traktowane są w nim podobny sposób jak ludzie (można porównać to do traktowania jak przybyszy z prowincji lub obcokrajowców z egzotycznych krajów). Ropuch kupuje i rozbija samochody. Za swoją wariacką jazdę ukradzionym samochodem jest sądzony i ostatecznie zostaje skazany na 20 lat więzienia.

## Główni bohaterowie
- Kret - Łagodne i przyjazne zwierzę, rzadko opuszczające swój dom. Wprowadza czytelnika w świat opowieści. Znużony wiosennymi porządkami ryzykuje wyjściem do zewnętrznego świata, gdzie rozpoczyna ciekawsze życie. Początkowo nie potrafi dostosować się do zgiełku panującego nad brzegiem rzeki, jednak ostatecznie udaje mu się to.

- Szczur - Miły i przyjazny przedstawiciel szczurów wodnych. Kocha wody, pisze wiersze, uwielbia podróżować łodzią po rzece. Namawia Kreta na wspólną wędrówkę i pokazuje mu przyrzeczne okolice. Z oporami podchodzi do rzeczy wykraczające poza jego styl życia.

- Ropuch - Najbogatszy mieszkaniec przyrzecza, właściciel pałacu (Ropuszego Dworu). Mimo dobrych chęci, jest impulsywny i zarozumiały, przez co zostaje uwięziony za kradzież, niebezpieczną jazdę i „bezczelność” wobec policji. Cechuje się tzw. słomianym zapałem, czyli szybko porzuca przedsięwzięcia i rozpoczyna nowe. Ucieka z więzienia pod przebraniem kobiety.

- Borsuk - Opryskliwy i nieprzyjazny mieszkaniec puszczy, który „po prostu nienawidzi społeczeństwa”. Jest dobrym przyjacielem Kreta i Szczura. Dawny kompan nieżyjącego ojca Ropucha. Jego syna traktuje surowo i z powagą, jednak ma wobec niego dobre intencje. Może być postrzegany jako mądry pustelnik i dobry lider, kierujący się zdrowym rozsądkiem. Cechują go odwaga i zdolności strategiczne; pomaga usunąć łasice z pałacu Ropucha.

## Adaptacje
Książka została przetłumaczona na wiele języków, była także podstawą kilku ekranizacji i adaptacji scenicznych. Na podstawie książki powstały:
Książka
- Toad of Toad Hall – napisana przez A.A. Milne, opublikowana w 1929 roku

Filmy i seriale
- 1949: Przygody Ichaboda i Pana Ropucha – amerykański film animowany
- 1983: O czym szumią wierzby – brytyjski film lalkowy
- 1984-1990: O czym szumią wierzby – brytyjski serial lalkowy
- 1987: O czym szumią wierzby – film animowany
- 1988: O czym szumią wierzby – australijski film animowany
- 1993-1994: O czym szumią wierzby – japoński serial animowany
- 1995: O czym szumią wierzby – film
- 1996: Zima wśród wierzb – film
- 1996: O czym szumią wierzby – film fabularny
- 2006: O czym szumią wierzby – film fabularny

Sequele

Mimo iż O czym szumią wierzby była ostatnią książką Kennetha Grahame’a, William Horwood postanowił napisać ciąg dalszy:
- 1993: Zima pośród wierzb (The Willows in Winter)
- 1995: Tryumf Ropucha (Toad Triumphant)
- 1996: Nad rzeką i tam dalej (The Willows and Beyond)
- 1999: The Willows at Christmas (książka nie została wydana w Polsce)